# Jacques Vimard (peintre)
Jacques Vimard est un artiste peintre, dessinateur et lithographe français né le 12 janvier 1942 à Paris. Après avoir vécu à Bagnolet et en Normandie, il s'installe à Arles en 2020.

## Biographie
Enfant déjà attiré par la peinture et le dessin et effectuant sa scolarité à Boissy-Saint-Léger, Jacques Vimard franchit un jour sur la route de l'école la porte d'une propriété qu'il perçoit être celle d'un artiste peintre. Il y est accueilli, puis reçu régulièrement : c'est là la réelle initiation de cet autodidacte. La mobilisation en Algérie en 1961 constitue à la fois une rupture dans son existence et une confirmation définitive de sa vocation de peintre. Solitaire, il va alors se nourrir des lectures de Friedrich Nietzsche, d'Arthur Rimbaud et d'Antonin Artaud, avant deux importantes rencontres : Guy de Vogüé, qui lui fait découvrir la peinture de Jean Fautrier, de Jean-Michel Atlan et de Nicolas de Staël, et Édouard Pignon qui l'invite à exposer au Salon de mai de 1967 (où sa toile Hommage à Chardin reçoit le Prix de la Bourse Adam). Jacques Vimard restera membre du comité du Salon de mai de 1967 à 1980.
C'est vers la fin de la décennie 1990 que Jacques Vimard énonce son refus d'une peinture tragique et souffrante, en même temps qu'il affirme le choix conscient d'un retour sur « l'enfance, la mère, l'érotisme et un certain état d'innocence ». « J'ai refusé d'exprimer le drame, la douleur dans ma peinture pour aller vers une espèce de joie qui n'a rien de religieux mais qui peut être religieuse quand elle fait le lien entre le sacré et le terrestre. C'est une quête de la joie et de la beauté » confirme l'artiste qui précise : « Pour moi, c'est la couleur rose qui s'impose dans cette démarche... C'est le défi du peintre. Un côté provocateur, car le rose n'est pas artistiquement correct ». Dans le même temps, l'expérience de son épouse Niki Barbova dans le monde de l'édition stimule la fondation des Éditions Barbova par quoi Jacques Vimard approfondit son implication dans les créations de livres d'artiste.

## Œuvre

### Thèmes picturaux (peintures, dessins, lithographies)
- Période algérienne, 1961-1962.
- Les Hommes-cibles, 1964.
- Période matissienne : Les femmes-décors, 1966.
- Les Nus verts et Les Miroirs-lavabos, 1967.
- Les Portraits de famille, 1968.
- Les Mains et cravate, 1970.
- Les Femmes dans l'eau, 1974.
- Les Visages, 1976[4].
- Les Sexes, 1978-1980[5].
- Les Choses du silence, 1982-1984.
- Impressions sur Faust, 2001.
- Les Nids, 2002-2003.
- Les Tasses blanches, 2002-2004.
- Les Paons, 2005.
- Les Jardins et Arbres, 2005-2013.
- Le voyage vers Cythère, 2010-2015[6].
- Hommage à Sanyu, 2015-2016.

### Fresques murales
- École E. Catton, Bagnolet.
- Écoles maternelle et primaire, 31-37, rue du Château-des-Rentiers, treizième arrondissement de Paris.
- École primaire, rue de Belleville, vingtième arrondissement de Paris.

### Éditions bibliophiliques et livres d'artiste
« Dans ses créations de livres d'artiste, Jacques Vimard mêle à son travail de peintre la poésie. Et les poètes font entrer leurs poèmes dans la dimension du peintre. Affinités, complicité, fusion, choix des papiers, typographies, maquette, impression... Il s'agit ici de faire surgir, dans la musique de cette "petite édition", des formes singulières, rares, magiques. »
- José Pierre, Théâtre en chaud, poèmes enrichis de cinq gravures érotiques de Jacques Vimard, chacune des gravures signées de la main de l'artiste, soixante exemplaires numérotés, Éditions Biren, Paris, 1979.
- Guy Benoît, La matière hésitante de l'amour, dessin de Jacques Vimard en couverture, Éditions mai hors saison, 1979.
- Révélation révolution, no 11 de la revue Mai Hors Saison, 1986.
- Guy Benoît, Au plus haut point physique - Poèmes 1966-1987, reproduction d'encres de Jacques Vimard, Éditions Samuel Tastet, 1990.
- Guy Benoît, L'insu, poèmes, reproduction de neuf encres de Jacques Vimard, Cadex Éditions, 1991.
- Alain Borer, Épactes, poèmes, gouaches de Jacques Vimard, Éditions Biren, 1995.
- Bernard Noël, Histoire de forme, texte manuscrit avec graphismes, peintures, collages et découpages de Jacques Vimard, livre d'artiste en une feuille pliée, sept exemplaires numérotés et signés de l'auteur et de l'artiste, 1995.
- Bernard Noël, Poème contre tête; quatre gravures de Jacques Vimard, Éditions Barbova, 1997.
- Gilbert Lascault, Phrases, quatre gravures de Jacques Vimard, Éditions Barbova, 2000.
- Jacques Vimard, « variations autour de la tasse », suite de livres peints composés chacun de trois ou quatre gouaches originales : La tasse silence, Rose la tasse, Scriabine la tasse, La tasse Salomé, L'ombre de la tasse + doré, Jubilation la tasse, Éditions Barbova, 2001-2002.
- Benoît Lecoq, Franges captives, livre peint, 2004.
- Alain Borer, Loups plats, poésie, illustrations de Pierre Antoniucci, Georges Badin, Peter Briggs, Alain Gauvin, Christian Jaccard, Jacques Vimard, Robert Zanzucchi, Éditions Rencontre, 2006.
- Michel Bataille, Le cri dans le mur, dépliant de dix pages, lithographies originales de Jacques Vimard, collection le fou caché, soixante exemplaires numérotés et signés, Éditions Barbova, 2007.
- Bernard Noël, La légende du rose, dépliant de dix pages, lithographies originales de Jacques Vimard, collection Le fou caché, soixante exemplaires numérotés et signés, Éditions Barbova, 2007.
- Arthur Rimbaud, L'étoile a pleuré rose, dépliant de dix pages, lithographies originales de Jacques Vimard, collection Le fou caché, soixante exemplaires numérotés et signés, Éditions Barbova, 2007.
- Georges Séféris, Trois poèmes secrets - Solstice d'été, dépliant de dix pages, lithographies originales de Jacques Vimard, collection Le fou caché, soixante exemplaires numérotés et signés, Éditions Barbova, 2007.
- Georges Shéhadé, Les poésies, dépliant de dix pages, lithographies originales de Jacques Vimard, collection Le fou caché, soixante exemplaires numérotés et signés, Éditions Barbova, 2007.
- Alain Borer, Terres arrondies, livre peint, Éditions Barbova, 2007.
- Daniel Leuwers, La place du poème - Essais et chroniques sur la poésie contemporaine, dessins de Jacques Vimard, Éditions Samuel Tastet, 2007.
- Rencontres de Saché, Le blanc en littérature, illustrations de Jacques Vimard, Éditions Daniel Leuwers/Association internationale des critiques littéraires, 2008.
- Sophie Loizeau, Un poème érectile, recueil lithographié par Jacques Vimard, soixante exemplaires numérotés et signés, Éditions Barbova, 2008.
- Sapho, A une aimée, poésie, recueil lithographié par Jacques Vimard, 60 exemplaires numérotés et signés, Éditions Barbova, 2009.
- Louise Labbé, Sonnets n°XVIII, poésie, recueil lithographié par Jacques Vimard, 60 exemplaires numérotés et signés, Éditions Barbova, 2009.
- Nathalie Léger-Cresson, Bref et tourbillonnant, poésie, recueil lithographié par Jacques Vimard, soixante exemplaires numérotés et signés, Éditions Barbova, 2009.
- Laure Cambeau, Le goût du vide; poésie, recueil lithographié par Jacques Vimard, soixante exemplaires numérotés et signés, Éditions Barbova, 2009.
- Sophie Loizeau, Le corps saisonnier, poésie, recueil lithographié par Jacques Vimard, soixante exemplaires numérotés et signés, Éditions Barbova, 2009.
- Sophie Loizeau, Les roches noires (poème extrait de La Nue-bête), livre peint, Éditions Barbova, 2011.
- Rainer Maria Rilke, Hortensia rose, livre d'artiste, peintures de Jacques Vimard, Éditions Barbova, 2013.
- Paul Celan, Mandorla, livre d'artiste, peintures de Jacques Vimard, Éditions Barbova, 2013.
- Ossip Mandelstam, Je vis un lac et il se tenait debout (poème extrait des Cahiers de Voronej), livre d'artiste, pastels de Jacques Vimard, sept exemplaires, 2014[8].

### Décors de théâtre
- Angelo, tyran de Padoue de Victor Hugo, mise-en-scène de V. Via, théâtre d'Argenteuil.
- Virage de Claude Laurent d'après Tankred Dorst, mise-en-scène et interprétation de Stéphan Meldegg, décors de Jacques Vimard, café-théâtre Le Tripot, Paris, 1972.
- Le contre-pitre de Hélène Parmelin, scénographie et costumes de Jacques Vimard, mise-en-scène et interprétation d'Alain Gassas et Nicolas Pignon, Compagnie du Cothurne, Théâtre du Huitième, Lyon, et cour de l'Hôtel de Caumont, Festival d'Avignon, 1974.

## Expositions

### Expositions personnelles
- Galerie Welter, Paris, 1964.
- Centre culturel de Choisy-le-Roi, 1966.
- Galerie Mayald, Paris, 1967.
- Maison de la culture de Chelles, 1970[9].
- Centre culturel de Champigny-sur-Marne, 1971.
- Galerie Villand et Galanis, Paris, 1971, 1976 (Les Visages)[4], 1978 (Les Sexes)[5].
- Théâtre du Cothurne, Lyon, 1973.
- Galerie de l'Université de Novi Sad, 1974.
- Galerie du Centre culturel de Belgrade, 1975.
- Jacques Vimard - Rétrospective, Musée d'art moderne André-Malraux, Le Havre, janvier-février 1978[10],[11].
- Galerie Biren, Paris, 1979.
- Jacques Vimard : Les choses su silence - Sexes, Galerie L'Œil écoute, Lyon, 1979[12].
- Galerie Fine Art, Tokyo, 1980.
- Galerie du Centre culturel de Cacak, 1983.
- Galerie Juana Mordo, Madrid, février 1984.
- Maison des Arts, Évreux, 1985, 1986, 2006.
- Galerie de Luxembourg, Luxembourg, 1985.
- Galerie Brigitte Schéhadé, Paris, 1988[13].
- Galerie J.-C. David, Grenoble, 1990.
- Galerie M. Chiana, Ivry-sur-Seine, 1990.
- Jacques Vimard - Peintures et papiers saturés, Air Libre, Évry, juin-juillet 1991.
- Institut français d'Aix-la-Chapelle, 1992.
- Galerie Le Dôme Saint-Benoît, Aubenas, 1992.
- Jacques Vimard (avec les auteurs Zeno Bianu, Alain Borer, Bernard Noël et Louis Soler), livres d'artiste, Galerie André Biren, Paris, 1995.
- Galerie Anselmo Alvarez, Madrid, 1995.
- Galerie Vivement jeudi, Aubenas, 1995.
- Galerie du Paradis, Lisieux, 1996.
- Jacques Vimard, collages et gravures pour "Poème contre-tête" de Bernard Noël, La Hune, Paris, 1997.
- Jacques Vimard - Œuvres récentes - "Phrases" de Gilbert Lascault, gravures de Jacques Vimard, Galerie Raina Lupa, Paris.
- Peintures récentes - Rose, Espace Lasri et Galerie Raina Lupa, Paris, 2001.
- Jacques Vimard - Impressions sur Faust, Grand Orient de France, Paris, 2001.
- Galerie Yves Mayné, Paris, 2003.
- Jacques Vimard - Paysages, FRAC Champagne-Ardenne, Reims, 2004.
- Église Saint-Pierre de Touques, 2004.
- La légende du rose, La Filature, Tanit-Théâtre, Lisieux, avril -mai 2005, 2009.
- Mai du livre d'art : Jacques Vimard - Peintures, dessins, livres d'art, Médiathèque André-Malraux, Lisieux, mai 2005.
- Jacques Vimard - Nids et paysages, Lycée Paul-Cornu de Lisieux, Lycée Liard de Falaise (Calvados) et Lycée Napoléon de L'Aigle (réseaux Galeries des lycées et collèges/rectorat/D.R.A.C. Basse-Normandie), 2005.
- La légende du rose - Les paons du château, château de Saint-Germain-de-Livet, mai-septembre 2005.
- Autour de "L'obscur tournant" (poème de Barnard Noël) - Hommage à Victor Serge, Hôtel Beury (Centre d'art et de littérature), L'Échelle, 2005.
- Jacques Vimard - Livres peints, Galerie Les Arcades, Paris, 2007.
- Jacques Vimard - Rose escargot, Le Quai de la batterie, Paris, septembre-octobre 2008[14].
- Jacques Vimard - Rose escargot, Hôtel de Guînes, Arras, octobre 2008[3],[15].
- Jacques Vimard - Jardins, La Filature, Lisieux, novembre 2009 - janvier 2010.
- Jacques Vimard - Peintures, Médiathèque de Honfleur, juin-août 2010.
- Jacques Vimard - Bonjour Monsieur Boudin, Médiathèque André-Malraux, Lisieux, mai 2011[16].
- Jacques Vimard - Bonjour Monsieur Boudin, Hôtel de ville de Trouville-sur-Mer, août-septembre 2011.
- Jacques Vimard : Poésie - Peinture, livres peints, Institut Goethe, Paris, avril-mai 2013[17].
- Jacques Vimard - L'embarquement pour Cythère, hôtel de ville de Trouville-sur-Mer, mai 2013[6].
- Peintures récentes de Jacques Vimard, Théâtre de Lisieux, 2014.
- Hommage à Ossip Mandelstam, hôtel de ville de Trouville-sur-Mer et médiathèque de Honfleur, novembre 2014 - janvier 2015[8].
- Un éditeur, un auteur : Nika Barbov, Jacques Vimard, médiathèque de Honfleur, novembre 2015[18].
- Jacques Vimard - Le voyage vers Cythère, Collégiale Saint-Pierre-le-Puellier, Orléans, janvier-mars 2017[19].
- Jacques Vimard - Le jardin enchanté, l'aile de l'ange - Peintures 1975-2018, salle de l'Aigalier, Martigues, septembre-novembre 2018[20],[21].
- Jacques Vimard - Le murmure indécis de la peinture, 1976-2019, Espace Jacques-Prévert, Mers-les-Bains, février-mars 2020[22].

### Expositions collectives
- Salon de Mai, Paris, de 1967 à 1980.
- Salle rouge pour le Vietnam - Gilles Aillaud, Eduardo Arroyo, Pierre Buraglio, Louis Cane, Henri Cueco, Lucien Fleury, Olivier O. Olivier, Jacques Vimard..., exposition se déroulant au Musée d'art moderne de la ville de Paris en substitution du Salon de la Jeune Peinture annulé, Paris, 1968[23].
- Jeunes peintres de Paris, Biennale de Paris, Musée Galliera, Paris, 1969.
- Mai des arts plastiques, Bagnolet, mai 1970.
- Présences, Galerie Villand et Galanis, octobre-décembre 1970[24].
- Salon Grands et jeunes d'aujourd'hui, Paris, 1972.
- Salon des réalités nouvelles, Paris, 1973, 1975.
- Salon du Prix de Toulon, 1974.
- Hôtel de ville de La Seyne-sur-Mer, 1974.
- Fenêtres sur la peinture et la sculpture, Galerie Miroirs, Rueil-Malmaison, 1975.
- La gravure à Levallois, Centre culturel de Levallois-Perret, 1976.
- Regard 77, théâtre municipal de Caen, 1977.
- Art contemporain, Musée Eugène-Boudin de Honfleur, mai-septembre 1978[25].
- Sélection dessin, Fondation Miró, Barcelone, 1980.
- Vingt ans d'une galerie de province, Galerie L'Œil écoute, Lyon, 1982.
- Se voir en peinture, Maison des arts André-Malraux, Créteil, 1983.
- Sur invitation, Musée des arts décoratifs, Paris, 1984.
- Maison des arts d'Évreux, 1986.
- Exposition "Réverbérations", Festival franco-anglais de poésie, Paris, 1990[26].
- Le tondo aujourd'hui, abbaye Saint-Germain d'Auxerre et église Saint-Lazare d'Avallon, mai-août, 1992[27].
- Galerie "Vivement jeudi", Aubenas, 1994.
- Regards de Bernard Noël, Galerie Pierre Belfond, Paris, 2000.
- Salon du livre d'artiste, Le Carré d'art, Nîmes, Juin 2001, juin 2002, 2003, septembre 2007.
- Centre national d'art contemporain, Hérouville-Saint-Clair, 2003.
- Paysages - Olivier Debré, Jacques Vimard, Zao Wou-Ki..., O.R.C.C.A. Champagne-Ardenne, Centre d'art contemporain Passages de Troyes, Château du Grand Jardin de Joinville (Haute-Marne), Musée de l'Ardenne de Charleville-Mézières, juillet 2004[28].
- Bernard Noël et deux peintres, médiathèque d'Issy-les-Moulineaux, 2004.
- Salon du livre d'artistes, Paris, décembre 2006.
- Mosaïques, Pont-Sainte-Marie, 2007.
- Salon Livres et musiques, Deauville, mai 2007.
- Hommage à Bernard Noël, Centre européen de poésie d'Avignon, novembre 2010[29].
- Mail Art - A vos vœux, prêts... Partez, Galerie Sparts, 41 rue de Seine, Paris[30].
- Maîtres des murs - Bernard Legay, Maya Mémin, Anne Slacik, Jacques Vimard, Musée des beaux-arts de Saint-Lô, mai-juin 2015[31].

## Réception critique
- « Dans ce concert hétéroclite, Vimard a décidé de rester peintre, c'est-à-dire de prolonger à sa manière et jusqu'à autres incandescences une technique de révélation poétique aussi vieille que l'homme. Entre l'échappée trop belle de la non-figuration et les scléroses du réalisme, Vimard se taille avec vigueur un chemin différent. » - Michel Daubert[9]
- « J'ai rencontré un très jeune peintre dont les toiles m'ont beaucoup impressionné. Il y avait une grande sensibilité dans la matière, dans la couleur. Il a laissé une toile chez moi, dans mon atelier... Ce mètre carré de couleur jetait un éclat. Et çà, c'est un don. Ce type a bu inconsciemment le lait de Matisse, celui de Picasso, celui de Cézanne. » - Édouard Pignon[32]
- « A trente-quatre ans, Jacques Vimard fait une entrée hallucinatoire en peinture par une série de portraits - autoportraits en réalité - dont on ne peut sortir indemne... Nos peintres tragiques sont rares. Jacques Vimard l'est avec une émouvante et terrible intériorité. » - Alain Bosquet[4]
- « Vimard ajuste dans une langue chaude et acérée des climats romantiques où les éléments du réel n'en finissent pas de trouver leur juste milieu. » - Gérard Xuriguera[33]
- « Les couleurs ne colorient pas : elles sont l'événement et la matière d'un instant, qui n'est pas lié à une image, mais à un mouvement dont il exprime tout l'élan... Chaque fragment d'espace est un lieu où tout l'espace est présent... Ce qui apparaît dans chaque toile de Jacques Vimard n'appartient en propre à aucune mais, à partir de l'une ou l'autre, le regard se trouve projeté dans la même manifestation révélatrice. Cette peinture n'est plus de la représentation : elle est de la présence réelle. » - Bernard Noël[13]
- « On se penchait sur la peinture de Vimard comme sur un jardin secret, voire mystérieux, et ceci malgré sa luminosité d'espace clos atteint en plein cœur par une lumière vive... Cette gestuelle introduit des éléments figuratifs se mélangeant hardiment à sa nature nettement abstraite. On dirait qu'au lyrisme lumineux de l'abstraction classique s'est joint, en cours de route, un compagnon beaucoup plus inquiétant et romantique, une sorte de synthèse plastique du beau ténébreux et du bandit de grand chemin : le pur geste figuratif. » - Agustín Gómez-Arcos[34]
- « Dans ces peintures, les aplats de couleurs, le geste en larges tracés, les motifs parfois reconnaissables, entrent en concurrence et se chevauchent. Tous actes qui concourent à une expression de la matière, servie par une gamme chromatique inhabituelle, et même grinçante, composée de jaune citron, de rose clair et de bleu pâle. La peinture de Vimard est à la fois une présence, un conflit, une "fête mentale" ou, comme l'écrit Bernard Noël, une "pensée émouvante". » - Christophe Dorny[35]
- « Tout l'œuvre peint de Vimard se comprend comme une abstraction in utero. Peinture amniotique, sans eau ni bas, toute en jouissance et liberté. Il aperçoit une issue, parle le monde par les lèvres maternelles. L'arrivée à Honfleur, sa rencontre avec Eugène Boudin lui ouvrent les yeux - sur le monde nouveau, la Normandie, avec les couleurs des parois antérieures. Vimard renouvelle ainsi l'esprit des conquêtes impressionnistes, avec ces belles sous l'ombrelle en une interrogation qui n'en finit pas. » - Alain Borer[25]
- « Le rose de Vimard, toujours présent dans ses toiles, a quelque chose de la naissance et de l'élan vital. Rose de l'éclair et rose de la foudre. C'est un rose ardent, qui pétille, tout entier tendu dans son ardeur de rose... En ce sens, Vimard est un peintre d'aube et de naissance, un peintre des genèses. Il rapporte de son imaginaire des lettres dont il a retenu le plus beau, le plus jeune, le plus ardent, le plus sensuel aussi car sa peinture, infiniment porteuse de sens, parle justement à tous les sens. » - Alain Vircondelet[36]

## Prix et distinctions
- Prix de la Bourse Adam, Salon de mai, 1967.
- Prix Septentrion, 1971.
- Prix de Toulon, 1974.
- Prix Yves et Hélène de Labrusse, 2004[37].

## Musées et collections publiques
- Musée d'art moderne de la ville de Paris, Nus, huile sur toile, 1970.
- Lieu d'Art et Action contemporaine, Dunkerque.
- Musée Rimbaud, Charleville-Mézières.
- Musée départemental Stéphane-Mallarmé, Vulaines-sur-Seine.
- Château de Saint-Germain-de-Livet.
- Bibliothèque littéraire Jacques-Doucet, Paris, fonds Bernard Noël.
- Bibliothèque historique de la ville de Paris (Hôtel d'Angoulême Lamoignon).
- Bibliothèque de Caen.
- Musée d'art moderne André-Malraux, Le Havre.
- Carré d'art, Nîmes.
- Ville d'Évreux.
- Ville de Lisieux.
- Médiathèque d'Issy-les-Moulineaux.
- Centre culturel Le Figuier blanc, Argenteuil.
- Hôtel de ville de Martigues, tapisserie, ateliers Pinton, Felletin[20].
- Musée d'art contemporain de Belgrade.
- Musée d'art contemporain de Skopje.
- Musée d'art moderne de Rio de Janeiro.
- Fondation Joan-Miró, Barcelone.

## Collections privées
- Chase Manhattan Bank, Madrid.
- Société Lotus, Paris, tapisserie, Ateliers Pinton, Felletin.
- Édouard Pignon[32].
- Pierre Bourut, Paris[38].

### Filmographie
- Sarah et Marin Rosenstiehl, Jacques Vimard, peintre - Entretiens, janvier 2005, durée 23 min 51 s, Éditions Barbova, 2005 (visionner en ligne).